# デスクトップの背景

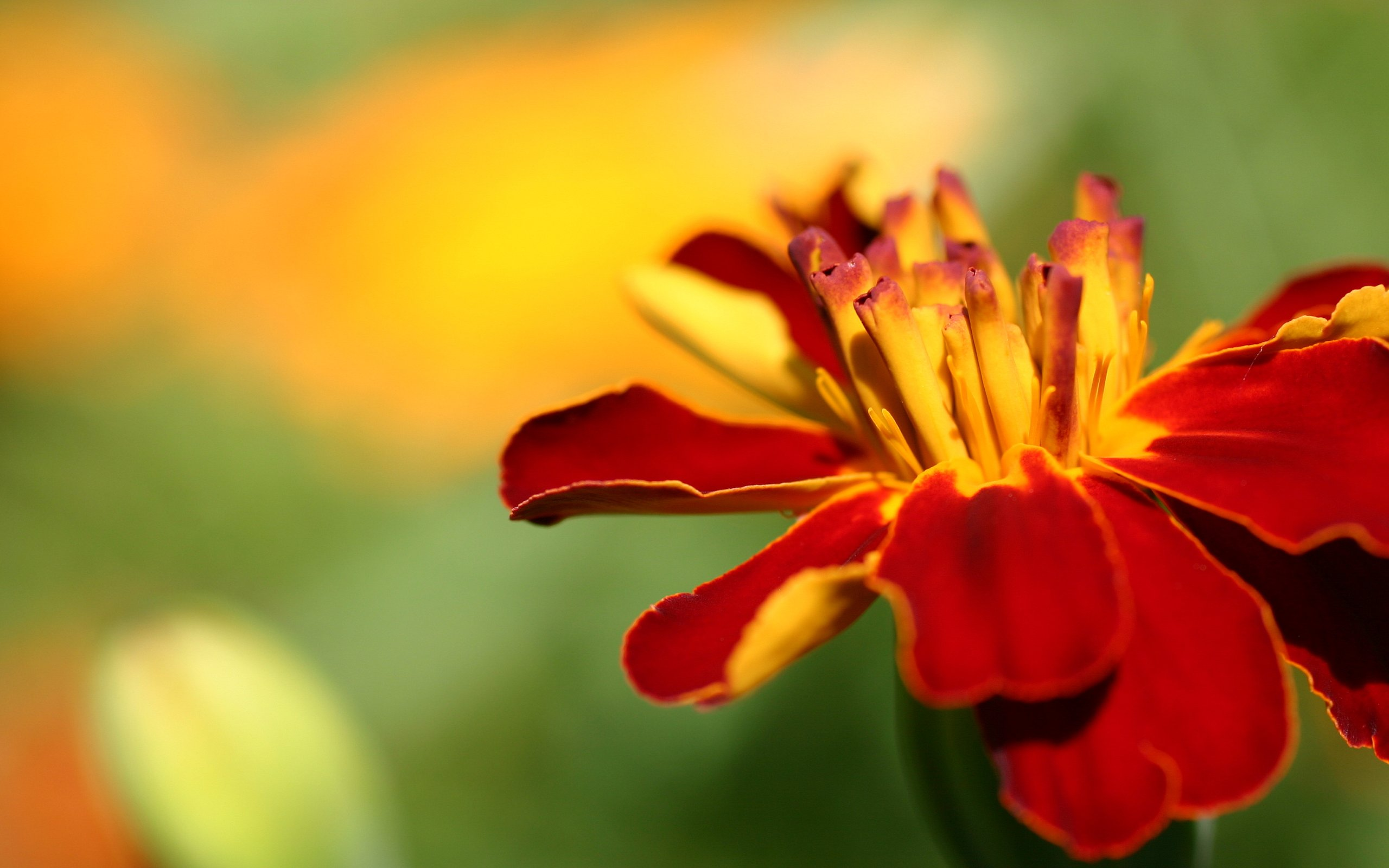
デスクトップ背景の例

デスクトップの背景（デスクトップのはいけい、Desktop Background）とは、デスクトップ環境（以後、デスクトップ）の背景として使用される画像のことである。以下、Microsoft Windows、KDEやGNOMEでは壁紙（Desktop Wallpaper）、Macintoshではデスクトップピクチャ（Desktop Picture）と呼ばれるものや、従来のMac OSで使われていたデスクトップパターン、Windows XP以前のWindowsに実装されていたActive Desktopなどインテリジェントに更新されるデスクトップの背景を含めて記述する。
なお、スマートフォンでは、携帯電話業界の従来の慣習から、「待ち受け画面」、または、「待ち受け画像」、あるいは、「待ち受け」と呼ぶことも依然として多い。

## 画像の種類
PNGとJPEG形式が良く使われる。Mac OS（バージョン8.6以降）、KDE（バージョン3.4以降）とGNOMEはベクター形式の壁紙／デスクトップピクチャをサポートする。MacではPICT、KDEとGNOMEではSVGである。これには、質を落とすことなく、一つのファイルをどのサイズのスクリーンに対しても使うことができ、複数のスクリーンに渡って広げることができるという利点がある。
ほとんどのデスクトップシステムではデスクトップの背景として単一色を指定できる。KDEやGNOMEのような一部のシステムは色のグラディエントを指定できる。初期のClassic Mac OSでは、デスクトップに画像を張り込むことはできなかったものの、デスクトップを模様で塗りつぶす機能があり、ユーザがピクセル単位で好きな模様を編集できた。これをデスクトップパターンという。この機能は現在のmacOSには引き継がれていない。また、Windowsでも、デスクトップを任意の色で塗りつぶすことができる。

## 壁紙とデスクトップピクチャ
「壁紙」と呼ばれる機能は、Windows 3.0ではじめて実装されたもので、画面の背景の上に、ユーザの好みの画像を常時表示しておくことのできる機能である。当時新鮮なものとして受け止められ、その後のバージョンにも引き継がれた。デスクトップは机の上を意味するので厳密に言えば壁紙という用語は不自然なのだが、「窓」（ウィンドウ）が開かれるためか慣習でこのように呼ばれている。そのためMacintoshでは同様のものをデスクトップピクチャと呼称する。macOSではデスクトップパターンは廃止されたため、デスクトップの背景はデスクトップピクチャのみとなった。デスクトップに画像を貼らない場合やClassic Mac OSで使われていたデスクトップパターンも含め、単にバックグラウンドや背景と呼ぶ場合もある。
ちなみに、壁紙を配布している多くのサイトでは、「Windowsでの壁紙の設定方法」の注意書きに、「現在ご使用の壁紙に戻せなくなる」などと書かれることが多いが、壁紙（背景）に設定後に「画面のプロパティ」の「デスクトップ」タブの「参照 (B)」で壁紙（背景）のファイル名を変更して「開く (O)」をクリックすれば、壁紙（背景）の名前が変更され、新しい壁紙（背景）に変更しても、上書きされずに残すことができる。

## 動的なデスクトップの背景
KDEやmacOS、Windows 7のような一部の環境ではいくつかの異なる壁紙/デスクトップピクチャを使うことができ、異なる時間に異なる画像をスライドショーのように「交代させ」、ディレクトリのランダムな画像を表示させることができる。OSによるサポート以外にも、こういった機能を実現するアプリケーションは多数作成されている。
Active Desktop
Internet Explorer 4.0で実装された機能で、Windowsのデスクトップにウェブページを表示することができ、ActiveXコントロールにより動的に更新することができる。この機能はWindows 98 / Windows 2000でInternet Explorerのファイルブラウザとの統合にともないOSに統合されたが、セキュリティを低下させる要因にもなるため、Windows Vistaで廃止された。

DreamScene
Windows VistaのUltimate Extrasで追加可能な機能で、デスクトップに動画を再生することができる。音声も鳴るが、デフォルトではボリュームがゼロになっている。Ultimate Extrasの存在しないWindows 7では、同様の機能は実装されていない。

kdesktop
KDEのkdesktopでは、各種出力をデスクトップ上に貼り付けることができる。